# دافاو ديل نورت
دافاو ديل نورت هي مقاطعة في الفلبين، تتبع Davao Region ‏، بلغ عدد سكانها 945٬764 نسمة، في 2010، عاصمتها تاجوم، تبلغ مساحتها 3٬426٫97 كيلومتر مربع، رمزها البريدي هو 8100–8120.

## الموقع
تشترك في الحدود مع:
- بوكيدنون
- كامبوستلا ولي.

## التقسيمات الإدارية
- Asuncion, Davao del Norte [الإنجليزية]‏
- Braulio E. Dujali [الإنجليزية]‏
- Carmen, Davao del Norte [الإنجليزية]‏
- Kapalong [الإنجليزية]‏
- New Corella [الإنجليزية]‏
- بانابو
- سامال
- San Isidro, Davao del Norte [الإنجليزية]‏
- Santo Tomas, Davao del Norte [الإنجليزية]‏
- تاجوم
- تالينغود.